# Supercoppa di Croazia 2022
La Supercoppa di Croazia 2022, denominata SuperSport Hrvatski nogometni superkup per ragioni di sponsorizzazione, è stata la 13ª edizione di tale competizione. Si è disputata il 9 luglio 2022 allo Stadio Maksimir di Zagabria. La sfida ha visto contrapposte la Dinamo Zagabria, campione di Croazia, e l'Hajduk Spalato, trionfatore nella Coppa di Croazia 2021-2022. La Dinamo Zagabria, squadra campione in carica, ha conquistato il trofeo per la settima volta nella sua storia.

## Le squadre
| Squadre         | Qualificazione                                         | Partecipazioni precedenti (il grassetto indica la vittoria)     |
| --------------- | ------------------------------------------------------ | --------------------------------------------------------------- |
| Dinamo Zagabria | Vincitore della Prva hrvatska nogometna liga 2021-2022 | 10 (1993, 1994, 2002, 2003, 2004, 2006, 2010, 2013, 2014, 2019) |
| Hajduk Spalato  | Vincitrice della Hrvatski nogometni kup 2021-2022      | 8 (1992, 1993, 1994, 2003, 2004, 2005, 2010, 2013)              |

## Tabellino
| Arbitro: | Pajač (Sveti Ivan Zelina) |

|                                  |                      |                       |
| Petković Oršić Ljubičić Ivanušec | Tiri di rigore 4 – 1 | Livaja Mlakar Vuković |

| Dinamo | Hajduk |

| P               | 40 | Dominik Livaković         |     |     |
| D               | 2  | Sadegh Moharrami          |     |     |
| D               | 6  | Rasmus Lauritsen          | 85’ |     |
| D               | 55 | Dino Perić                |     |     |
| D               | 14 | Robert Ljubičić           | 89’ |     |
| C               | 27 | Josip Mišić               |     |     |
| C               | 5  | Arijan Ademi              | 72’ | 77’ |
| C               | 7  | Luka Ivanušec             |     |     |
| C               | 77 | Dario Špikić              |     | 86’ |
| A               | 10 | Bruno Petković            |     |     |
| A               | 18 | Josip Drmić               | 63’ | 66’ |
| A disposizione: |    |                           |     |     |
| P               | 1  | Danijel Zagorac           |     |     |
| D               | 28 | Kévin Théophile-Catherine |     |     |
| D               | 66 | Emir Dilaver              |     |     |
| D               | 13 | Stefan Ristovski          |     |     |
| C               | 8  | Amer Gojak                |     |     |
| C               | 12 | Petar Bočkaj              |     |     |
| C               | 24 | Marko Tolić               |     |     |
| C               | 46 | Martin Baturina           |     | 77’ |
| A               | 99 | Mislav Oršić              |     | 66’ |
| A               | 20 | Antonio Marin             |     |     |
| A               | 39 | Deni Jurić                |     |     |
| A               | 70 | Luka Menalo               |     | 86’ |
| Allenatore:     |    |                           |     |     |
| Ante Čačić      |    |                           |     |     |

|                    |    |                   |     |       |
|                    |    |                   |     |       |
| P                  | 91 | Lovre Kalinić     |     |       |
| D                  | 24 | Dino Mikanović    | 36’ | 90+1’ |
| D                  | 5  | Toni Borevković   |     |       |
| D                  | 8  | Stefan Simič      | 57’ |       |
| D                  | 17 | Dario Melnjak     |     |       |
| C                  | 4  | Josip Vuković     |     |       |
| C                  | 14 | Lukas Grgic       | 84’ |       |
| C                  | 23 | Filip Krovinović  | 41’ |       |
| C                  | 27 | Stipe Biuk        |     | 58’   |
| A                  | 10 | Marko Livaja      |     |       |
| A                  | 9  | Nikola Kalinić    |     | 70’   |
| A disposizione:    |    |                   |     |       |
| P                  | 1  | Danijel Subašić   |     |       |
| P                  | 30 | Karlo Sentić      |     |       |
| D                  | 3  | David Čolina      |     |       |
| D                  | 26 | Kristian Dimitrov |     |       |
| D                  | 15 | Gergő Lovrencsics |     |       |
| D                  | 19 | Josip Elez        |     | 90+1’ |
| C                  | 20 | Jani Atanasov     |     |       |
| C                  | 22 | Ivan Krolo        |     |       |
| C                  | 31 | Dominik Prpić     |     |       |
| C                  | 88 | Ivan Ćubelić      |     |       |
| A                  | 77 | Emir Sahiti       |     | 58’   |
| A                  | 29 | Jan Mlakar        |     | 70’   |
| Allenatore:        |    |                   |     |       |
| Valdas Dambrauskas |    |                   |     |       |

| Assistenti arbitrali: Goran Pataki (Đakovo) Marjan Tomas (Osijek) Quarto ufficiale: Mario Zebec (Cestica) VAR: Dario Bel (Osijek) Assistente al VAR: Bojan Zobenica (Velika Gorica) | Regole dell'incontro: - due tempi regolamentari da 45 minuti ciascuno; - tiri di rigore in caso di parità; inizialmente cinque per squadra, e a oltranza fino a spareggio in caso di ulteriore parità; - numero massimo di 23 giocatori per squadra a referto (11 in campo e 12 come potenziali sostituti); - cinque sostituzioni permesse. |